# 1-я Прняворская лёгкая пехотная бригада
1-я Прняворская лёгкая пехотная бригада (серб. Прва прњаворска лака пјешадијска бригада) — воинское формирование Армии Республики Сербской, участвовавшее в гражданской войне в Югославии на стороне сербов.

## История
Образована в 1992 году. Бригадой командовал полковник Владо Живкович. Через ряды бригады прошли в общей сложности 4063 человека, 216 из которых погибли в бою, а 27 числятся пропавшими без вести. Бригада приняла участие в 43 боях, крупнейшие потери она понесла в боях за Озрен. Бригада издавала свою газету «Борац».

## Боевой путь
В 1992 году бригада участвовала в операциях «Коридор» и «Врбас-92». В 1993 и 1994 годах обороняла восточные подходы к городу Добой. В июне 1994 года бригада отправила свой отдельный батальон «Волки из Вучияка» и части 2-го батальона на помощь гарнизону Озрена. Осенью 1995 года бригада участвовала в операциях «Вагань» и «Уна», по итогам последней ей удалось остановить продвижение хорватской армии.